# Akit ketten szeretnek
Akit ketten szeretnek è un film muto del 1915 diretto da Michael Curtiz.